# Мост Ланци
Мост Ланци (кит. 琅岐闽江大桥) — комбинированный мостовой переход, пересекающий реку Миньцзян, расположенный на территории городского округа Фучжоу; 16-й по длине основного пролёта вантовый мост в мире (10-й в Китае). Является частью территориальной автодороги S201 Ляньцзян — Чанлэ, связывающей дороги G104 на севере и S1531 на юге.

## Характеристика
Мост соединяет западный и восточный берега реки Миньцзян: материковую часть городского района Мавэй с островом Ланци, расположенный между двумя руслами в устьевой части реки, и далее с экономической зоной и уездом Чанлэ и международным аэропортом Фучжоу Чанлэ.
Длина мостового перехода — 2 675 м, в том числе мост — 1 280 м. Мостовой переход представлен двухпилонным вантовым мостом с основным пролётом длиной 680 м, двумя секциями балочной конструкции с обеих сторон, которые сменяются мостовыми подходами. Дополнительные пролёты вантовой секции по 150 м с обеих сторон и по два по 90 и 60 м балочной конструкции. Высота основных башенных опор — 223 м. Башенные опоры моста имеют форму буквы А.
Имеет 6 полос движения (по три в обе стороны) с допустимой скоростью движения транспорта 60 км/час.
Мост является частью нового инженерного проекта длиной 8,4 км по развитию инфраструктуры Фучжоу, осуществляемого Министерством путей сообщения КНР в рамках плана Двенадцатой пятилетки. Мост был построен в период 24.09.2010—31.10.2013 года компанией CCCC Second Harbor Engineering Co., Ltd. Общая стоимость проекта 2,256 млрд. юаней.